# نحن (رواية)
نحن (الروسية: Мы) رواية خيالية ديستوبية كتبها يفغيني زامياتين بأسلوب ساخر عام 1920. تدور الأحداث حول القرن الثاني والثلاثين. تصف هذه الرواية مجتمعًا، حيث تتم فيه السيطرة الكاملة الصارمة على الفرد (يتم استبدال الأسماء والألقاب بأحرف وأرقام، وتتحكم الدولة حتى في الحياة الحميمة)، مجتمعًا قائمًا أيديولوجيًا على التايلورية والعلموية وإنكار الخيال، ويحكمه «الراعي» الذي «يُنتخب» على أساس لا جدال فيه.
«إن الأدب الحقيقي لا يصنع حيث المسؤولون التنفيذيون، الذين يشعرون بالرضا عن النفس، ولكن يصنع من قِبل المجانين، والنسّاك، والزنادقة، والحالمين، والمتمردين، والمشككين» (مقال «أنا خائف»). كانت هذه عقيدة كتابات زامياتين. وأصبحت رواية «نحن» التي كتبت عام 1920 تجسيدًا فنيًا لها. أثناء الثورة والحرب الأهلية، كان المؤلف قريبًا من الثوريين الاشتراكيين اليساريين، وقد انعكس ذلك في العمل - على سبيل المثال، «الثورة الرابعة»، التي يقاتل المتمردون من أجلها، تعكس بوضوح مفهوم «الثورة الثالثة» للفوضويين والثوريين الاشتراكيين اليساريين.
في ذلك الوقت، لم تُنشر الرواية في روسيا السوفيتية: فقد نظر إليها نقاد الأدب على أنها صورة كاريكاتورية شريرة للمجتمع الاشتراكي والشيوعي المستقبلي. بالإضافة إلى ذلك، احتوت الرواية على إشارات إلى بعض أحداث الحرب الأهلية ("حرب المدينة ضد القرية"). في أواخر العشرينات من القرن الماضي، وقعت حملة اضطهاد من قبل السلطات الأدبية على زامياتن. كتبت الصحيفة الأدبية "يجب أن يفهم زامياتين تلك الفكرة البسيطة، بأن البلد، التي تنشئ الاشتراكية يمكنها الاستغناء عن مثل هذا الكاتب ".
أثرت الرواية على أعمال ألدوس هكسلي في روايته عالم جديد شجاع التي نشرت في عام 1932، وجورج أورويل في روايته 1984 والتي نشرت عام 1949.

## عالم الرواية
تدور أحداث الرواية في المستقبل. D-503، مهندس مركبة فضائية، يعيش في كيان يسمى الدولة الواحدة، وهي دولة حضرية شيدت بالكامل تقريبًا من الزجاج، مما يساعد على المراقبة الجماعية. هيكل الدولة يشبه بانوبتيكون، وتدار الحياة بأساليب الإدارة العلمية كما أشار لها فريدريك وينسلو تايلور. الناس يسيرون بخطى مع بعضهم البعض ويرتدون الزي العسكري. لا توجد طريقة للإشارة إلى الناس إلا بأرقامهم المعطاة بُعيد الولادة. ويدار المجتمع بدقة من خلال المنطق أو العقل مبررا أساسيا للقوانين أو بناء المجتمع. يعتمد سلوك الفرد على المنطق عن طريق الصيغ والمعادلات التي حددتها الدولة الواحدة.

## أحداث الرواية
الرواية مبنية على شكل يوميات أحد الشخصيات الرئيسية في مجتمع مستقبلي افتراضي. وهو عالم رياضيات لامع وأحد مؤسسي أحدث إنجازات الفكر التقني - المركبة الفضائية «إنتيجرال (متكامل)، ИНТЕГРАЛ». ودعت الجريدة الحكومية كل الراغبين إلى المساهمة في كتابة رسالة إلى سكان الكواكب البعيدة، والتي يجب أن يلتقي بها الطاقم المستقبلي «إنتيجرال». يجب أن تحتوي الرسالة على دعاية من أجل خلق نفس المجتمع اللامع والمطلق والأكثر كمالًا على كوكبهم، الذي أُنشئ بالفعل على الأرض تحت شكل الدولة الواحدة. كمواطن واعي، د-503 (لا يوجد المزيد من الأسماء - يُطلق على الأشخاص «أرقام»، ويحلقون رؤوسهم حتى تصبح ملساء ويرتدون «يونيفو»، أي نفس الملابس، ويشير فقط حرف متحرك أو حرف ساكن في بداية «الرقم» إلى أنهم ينتمون إلى أنثى أو ذكر الجنس، وفقا لذلك) بشكل واضح وبالتفصيل يصف الحياة في ظل الاستبداد باستخدام مثاله الخاص. في البداية، يكتب بالطريقة التي يفكر بها الشخص عادة، والذي يجهل بسعادة أي طريقة أخرى للحياة والنظام الاجتماعي، باستثناء ما تحدده السلطات في بلده. من الواضح أن الدولة الواحدة كانت موجودة في شكل لا يتزعزع لأكثر من مائة عام. ويبدو أنه تم التحقق من كل شيء بدقة لا مجال للخطأ فيه. يفصل «الجدار الأخضر» بين دولة المدينة العملاقة والطبيعة المحيطة. ينظم «قرص الساعة» نظام المجتمع دقيقة بدقيقة. جميع الشقق متطابقة تمامًا مع الجدران الزجاجية والأثاث الزاهد؛ هناك قانون «التذاكر الوردية» و «ساعة الجنس»، والذي يضمن حق كل فرد للجميع (حتى لا يكون لأحد أدنى عاطفة تجاه أي شخص)؛ يحافظ «مكتب الأوصياء» على أمن الدولة، وفي حالة الإعدام، يدمر المجرم فورًا بمساعدة آلة خاصة، عن طريق تحويله إلى بركة ماء؛ الحاكم القدير المسمى بـ «فاعل الخير» ينتخب بالإجماع على أساس لا جدال فيه. وكل أشكال الفن تخدم قضية تمجيد الدولة الواحدة.
من الواضح منذ البداية أن الدولة ما زالت غير قادرة على محو الإنسانية تمامًا من الناس. لذلك، لا يزال هناك عاطفة تجاه الأحباء. على وجه الخصوص، يفضل الشخصية الرئيسية قضاء «ساعاته الجنسية» مع «و-90» - فتاة وردية الخدود، منتفخة وقصيرة لا تقدم نفسها لشخص آخر غير د-503. ومع ذلك، لديها أيضًا شريك جنسي آخر - شاعر (دعائي يكتب ويقرأ قصائده الدعائية البليغة) «ر-13». لكنهما صديقان لـ د-503، ويطلق على «و» و «ر» في يومياته بـ «عائلته».
تغيرت حياة د-503 بشكل كبير بعد لقائه بالرقم المؤنث ي-330 (وهي ممثلة نحيفة ذات عيون داكنة وذات أسنان بيضاء وحادة بشكل غير عادي؛ وظيفتها هي العزف على الآلات الحية لتعليم «الأرقام»، معتادة على الموسيقى التي تكتبها الآلات الموسيقية وفقًا للبرامج؛ وأيضًا في تصوير الشخصيات المختلفة في المسرحيات الدعائية). منذ أن تعرف عليها، شعر البطل بتهديد غير واعٍ لحياته السابقة. ي-330 مُلِحة، وتحدث اجتماعاتهم في كثير من الأحيان - بما في ذلك في الوقت الخطأ (عندما يكون الجميع في العمل). يخترق البطل قوانين الدولة الواحدة بسبب إلحاح «ي»: في «البيت القديم» (متحف في الهواء الطلق - شقة من القرن العشرين تحتفظ بشكلها الأصلي)، تعطيه الكحول والتبغ ليجربه (في الدولة الواحدة، يُمنع منعًا باتًا أي مواد مسببة للإدمان). مع مزيد من التواصل معها، تدرك الشخصية الرئيسية أنه وقع في الحب تمامًا بالمعنى «القديم» للكلمة - «لا يمكن أن يعيش بدونها»، يطيع تعليماتها، على الرغم من أنه يعلم بشكل واضح أنهم يرتكبون خطأ (وفقًا لقوانين الدولة الواحدة). إنها تعترف بأنها تعمل لصالح الثورة. هتف البطل بأن الثورة الأخيرة حدثت منذ زمن طويل وأدت إلى تشكيل الدولة الواحدة، أعترضت «ي» بشدة على أنه لا يمكن أن تكون هناك ثورة أخيرة، مثل الثورة السابقة. اتضح أن المرأة العجوز ليست فقط - موظفة في المتحف، ولكن أيضًا طبيبة (وحتى من بعض الأوصياء!) تتستر على الثوار. كل هذه الأرقام تساهم بطريقة أو بأخرى في اجتماعات«د» مع «ي».
ظهر «و» فجأة لـ «د» بدون تذكرة ويطالب بإعطاء طفل لها (في الدولة الواحدة - "الطفولة"، يتم تعليم الأطفال في المدارس حيث يكون المعلمون روبوتات؛ يجب على كل شخص بالغ لديه الحق في إنجاب الأطفال الامتثال لبعض "معايير الأب والأم"، و «و» أقصر ب10سم"). تصبح و-90 حاملاً من د-503، مع العلم مسبقًا بأنها ستتعرض للتعذيب والإعدام.
صُدم «د» من الأحداث الأخيرة التي بدت غير متوقعة، قرر د-503 أن يفحص الأطباء «ي» - وفي النهاية اتضح أنه، وفقًا لمعالج نفسي من المكتب الطبي، "أن الروح قد تشكلت". علاوة على ذلك، يلاحظ الطبيب أن مثل هذه الحالات أصبحت في الآونة الأخيرة أكثر فأكثر. وفي الوقت نفسه، أفصحت ي-330 لـ د-503 عن أسرار الثورة. إنها تقوده إلى ما وراء «الجدار الأخضر»، حيث، كما اتضح، يعيش الناس أيضًا - "متوحشون" ينموون بشعر طويل بشكل غير طبيعي. حدث هذا نتيجة التطور التاريخي للأرض، عندما قامت الدولة الواحدة قبل حرب المائتي عام العظمى. ثم من الجوع والمرض وأثناء الأعمال العدائية مباشرة، مات المليارات من الناس. تكيفت الملايين القليلة الماضية مع حياة جديدة تمامًا، حتى عندما يكون الطعام هو تقطير الزيت وفي شكل مكعبات متطابقة يتم توزيعه بالتساوي بين الجميع. لم تعد الأجناس موجودة، فقط السمات الأنثروبولوجية الفردية تعطي سمات معينة للأسلاف بالأرقام. على سبيل المثال، زاد د-503 من شعر الجسم، ولصديقه ر-13 شفاه سميكة "زنجية". يعتقد الملايين من سكان الدولة-المدينة اعتقادًا راسخًا أنه إلى جانبهم، لم يعد هناك أشخاص على الأرض. بالاعتماد على جماهير "المتوحشين"، يريد الثوار (يسمون أنفسهم - «ميفي») نسف «الجدار الأخضر» في العديد من الأماكن، وكما كان، فإنهم يرمون الطبيعة نفسها في معركة على دولة-المدينة التي أصبحت غير معتادة على البيئة الطبيعية. لكن أولاً، في "يوم الإجماع" (العطلة الرسمية الرئيسية هي إعادة انتخاب المتبرع، حيث يصوت الجميع بالإجماع "لإعادة الانتخاب، وبالتالي تجسيدًا للوحدة)، صوتت ي-330 والعديد من الأرقام ضدها. نظرًا لأن هذا يحدث لأول مرة منذ قرون، فإن الذعر يندلع بين "غير الميفي"، لكن الأوصياء تمكنوا من الحفاظ على النظام. يرى البطل كيف أن صديقه، الشاعر، يحمل ي-330 بين ذراعيه بعيدًا عن الحشد الخائف، مما قد يشير إلى أنه مع «ميفي». عندما كان الأوصياء ينتقلون من باب إلى باب ويقبضون على كل شخص مشبوه، كاد د-503 أن يقع ضحية لمذكراته الخاصة، لكن الأوصياء يقرؤون فقط الصفحة الأولى، حيث تمكن المهندس من كتابة عدة جمل مشوشة في مدح المتبرع.
يعد الثوار خطة خبيثة لم يسمع بها أحد - للاستيلاء على «إنتيجرال» المبني حديثًا وتوجيه فوهات محركاتها إلى المدينة. د-503، المهووس بالمشاعر بالنسبة لـ «ي»، يساهم بنشاط. ومع ذلك، أثناء الرحلة الأولى، عندما يتعين على شركة «إنتيجرال» الوقوع في أيدي الـ «ميفي»، أعلن العديد من الأوصياء المختبئين على متن الطائرة أن السلطات على علم بالخطة الخبيثة. بمجرد أن يرى الميفي أنهم لا يستطيعون القبض على مسؤولي الأمن على حين غرة، يقومون بإلغاء العملية. يقرر بطل الرواية أنه تم استغلاله فقط. ومع ذلك، قام لاحقًا بزيارة شقة «ي» للمرة الأولى ورأى هناك الكثير من التذاكر الوردية، كما بدا له في البداية، أنها فقط برقمه الخاص. لكن، عندما رأى شخصًا آخر، لا يتذكر حتى أراقمه، فقط الحرف «ف»، خرج من الغرفة في حالة من الغضب.
في هذه الأثناء، تهاجم الدولة الواحدة من الآن فصاعدًا، يجب أن يخضع جميع السكان لـ «العملية الكبرى»، وهي عملية نفسية جسدية لإزالة (بمساعدة الأشعة السينية) «مركز الخيال» في الدماغ. أولئك الذين خضعوا لعملية جراحية يصبحون في الواقع آلات بيولوجية، كما هو الحال بعد عملية شق الفص. في المقابل، قام الميفي بتفجير «الجدار الأخضر» وتعطيل قبة مجال القوة غير المرئية. صُدم الميفي من الغزو الواسع للحياة البرية، فوقع العديد من الأشخاص في ذهان جماعي، نشوة لا يمكن تصورها. يجامع الكثيرون دون إنزال الستائر (كدليل على ازدراء قانون الساعة الجنسية).
بفضل مساعدة د-503 وي-330، في جو من الفوضى العامة، تمكن و-90، بحلول ذلك الوقت بالفعل في مرحلة متأخرة من الحمل، من الهروب خلف الجدار الأخضر. مصيرها الآخر غير معروف، ي-330 تقول فقط إنها «يمكنها العيش بالفعل خلف الجدار»، مع العلم أن «د» هو والد الطفل.
تم اكتشاف رقم آخر من الإناث أيضًا، واقعة في حب د-503، لكنها تخفي مشاعرها في الوقت الحالي. هذه هي «يو»، العاملة عند مدخل المنزل حيث تقع شقة «د». «يو»، وهي تعمل أيضًا في مجال «تربية الأطفال». كانت تتصرف دائمًا مع د كما لو كان أحد تلاميذها، حاولت تحذيره، مثل طفل، من التصرفات المتهورة. إنها تحبه، كما كانت، دون وعي، ولكن بوعي تام (وإن كان ذلك مع أفضل النوايا: لحمايته من المسار الإجرامي)، أخبرت الحراس عنه. بعد أن علم «د» بفعلها، اندفع إليها في حالة من العاطفة، لكن «يو» المسنة لا تفهم سبب غضبه. انها تخلع له الـ«يونفي» وتقدم له جسدها. يقع في ضحك مجنون، لا يستطيع قتلها ويغادر شقته.
بشكل غير متوقع، يمنح الراعي نفسه د-503 جمهوره. بعد التواصل مع المتبرع لأول مرة، يرى البطل أن هذه حياة قديمة ومتعبة، لكنها من حيث المبدأ ليست رقمًا رائعًا للغاية. من الواضح أنه من عبيد نظام الدولة الواحدة مثل أي دولة أخرى، حتى لو كان هو الذي يرأس الدولة رسميًا. بصفته أحد البنائين الرئيسيين للسفينة، فقد نجا البطل ويقتصر على التحريض المصور. في الوقت نفسه، يوجه المستفيد ضربة قاتلة إلى د المرتبك، قائلاً إنه بالنسبة لـ ي-330 لم يكن عاشقًا، ولكن تم استخدامه فقط كمنشئ لشركة «إنتيجرال».
شوهد د-503 للمرة الأخيرة في غرفته مع ي-330: لقد جاءت لمعرفة ما تحدثوا عنه مع المتبرع. ليس من الواضح ما الذي دفعها إلى حد كبير - المشاعر لـ د أو الرغبة في المعرفة. غادرت بعد الاجتماع. الشخصية الرئيسية تعذبه المعاناة: إنه لا يفهم ما يجب فعله بعد ذلك. هرب إلى مكتب الأوصياء للتوبة، وهو محبط. هناك يلتقي مع الوصي س-4711، الذي ظل يطارده طوال الأحداث. يبدأ د-503 في التحدث بشكل فوضوي للغاية حول ما يأكله، لكنه في المقابل لا يرى سوى ابتسامة. إنه يدرك أن «س» أيضًا متحد مع الثوار، وغادر د-503 المكتب على عجل. في احلامه وسط الذعر العام، يلتقي بالرقم الذي قام بالاكتشاف: الكون ليس لانهائيًا. يُقال هذا من خلال رقم الجلوس على المرحاض بجوار د في الحمام العام. يأخذ د-503 قطعًا من الورق من يد أحد الجيران، ويقوم بعمل ملاحظاته الأخيرة في وعيه السابق. ومع ذلك، يتم اقتياد كل من كان بالجوار إلى أقرب قاعة برقم 112 (حيث اختبر لأول مرة مشاعر مفعمة بالحيوية، حيث كان يستمع إلى ي-330 وهي تعزف على البيانو). تم تقييدهم بالسلاسل إلى الطاولات وخضعوا لعملية كبيرة. بعد أن فقد مخيلته، يقوم د-503 بواجبه (وهو في الواقع أراده ولم يجرؤ على القيام به قبل العملية) - يبلغ عن الثوار وخططهم وأماكن وجودهم، بالإضافة إلى معلومات عن الطائرة وعن ي-330 التي كانت محبوبة جدًا.

## المواضيع الرئيسية

### المجتمع البائس
المجتمع البائس المصور في نحن يترأسه المتبرع  يتم توجيه كل ساعة في حياة المرء بواسطة «الطاولة».
تدور أحداث «نحن» في وقت ما بعد حرب المائة عام، التي قضت على جميع سكان الأرض باستثناء «0.2 بالمائة». كانت الحرب على مادة نادرة لم تذكر إلا في الكتاب من خلال استعارة توراتية. كانت تسمى هذه المادة «الخبز» لأن المسيحيين «احتفلوا بها» - كما في البلدان التي تخوض حروبا تقليدية. لم تنته الحرب إلا بعد استخدام أسلحة الدمار الشامل، بحيث تُحاط الدولة الواحدة بمشهد ما بعد نهاية العالم.

### التلميحات والمراجع
العديد من الأسماء والأرقام الواردة في «نحن» تلميحات إلى التجارب الشخصية لزامياتين أو الثقافة والأدب. على سبيل المثال، تشير «غرفة 112» إلى رقم الخلية 112، حيث تم سجن زامياتين مرتين، واسم S-4711 يشير إلى ماء كولونيا رقم 4711.

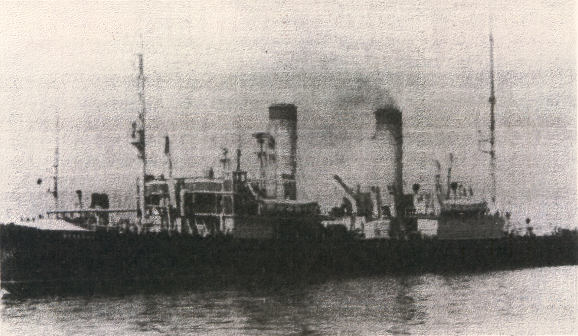
القديس ألكسندر نيفسكي، الذي أعيد تسميته باسم لينين بعد الثورة الروسية

يشير زامياتين، الذي عمل مهندسًا بحريًا، إلى مواصفات كاسحة الجليد سانت ألكسندر نيفسكي.
تم أخذ أرقام الشخصيات الرئيسية في «نحن» مباشرة من مواصفات كاسحة الجليد المفضلة لدى زامياتين، سانت ألكسندر نيفسكي، يارد رقم. A / W 905، الحمولة المستديرة 3300، حيث تقسم و – 90 وي-330 بشكل مناسب د-503 التعساء، يمكن أن يشتق يو-10 بسهولة من عدد ساحات Swan Hunter التي لا تقل عن ثلاثة من كاسحات الجليد الرئيسية في زامياتين- 1012، 1020، 1021. يمكن العثور على ر-13 هنا أيضًا، وكذلك في كاسحة الجليد سفياتوجور ساحة رقم A / W 904.
توجد في نحن العديد من المقارنات مع الكتاب المقدس. هناك أوجه تشابه بين سفر التكوين الفصول 1-4 ونحن، حيث الدولة الواحدة تعتبر الفردوس، د-503 هو آدم، وي-330 هي حواء. الثعبان هنا هو س-4711، الذي يوصف بأنه ذو شكل منحني وملتوي، له «جسم مزدوج المنحني» (وهو عامل مزدوج). يُنظر إلى الإشارات إلى مفيستوفيليس (في الميفي) على أنها إشارات إلى الشيطان وتمرده على السماء في الكتاب المقدس (حزقيال 28: 11-19 ؛ إشعياء 14: 12-15). يمكن اعتبار الرواية نفسها نقدًا للدين المنظم في ضوء هذا التفسير. ومع ذلك، فإن زامياتين، متأثرًا فيودور دوستويفسكي في ملاحظات من تحت الارض والأخوة كارامازوف، جعل الرواية نقدًا لتجاوزات مجتمع ملحد متشدد. عرضت الرواية مديونية لـ ديستوبيا إتش جي ويلز عندما يستيقظ النائم (1899).
تستخدم الرواية مفاهيم رياضية بشكل رمزي. مركبة الفضاء التي يشرف د-503 على بنائها تسمى إنتيجرال، والتي يأمل أن «تدمج المعادلة الكونية العظيمة». يذكر د-503 أيضًا أنه منزعج بشدة من مفهوم الجذر التربيعي لـ 1 - وهو أساس الأرقام التخيلية (يتم إهمال الخيال من قبل الدولة الواحدة). يبدو أن وجهة نظر زامياتين، في ضوء الحكومة السوفيتية المتزايدة التعصب في ذلك الوقت، هي أنه من المستحيل إزالة جميع المتمردين ضد نظام ما. حتى أن زامياتين يقول هذا من خلال ي-330: «لا توجد ثورة نهائية. الثورات لا حصر لها».

## الأهمية الأدبية والتأثيرات
جنبا إلى جنب مع كتاب جاك لندن العقب الحديدية، نحن نعتبر بشكل عام جد النوع الهجائي المستقبلي للواقع المرير. يأخذ المجتمع الصناعي الحديث إلى نتيجة متطرفة، تصور حالة تؤمن بأن الإرادة الحرة هي سبب التعاسة، وأنه يجب التحكم في حياة المواطنين بدقة رياضية على أساس نظام الكفاءة الصناعية الذي أنشأه فريدريك وينسلو تايلور. ربما أثرت المحاولة السوفيتية في تنفيذ المذهب التيلوري، بقيادة أليكسي غاستيف، على الفور في تصوير زامياتين للدولة الواحدة.
كريستوفر كولينز في Evgenij Zamjatin: دراسة تفسيرية تجد العديد من الجوانب الأدبية المثيرة للاهتمام في «نحن» أكثر إثارة للاهتمام وذات صلة اليوم من الجوانب السياسية:
1. يكشف فحص الأسطورة والرمز أن العمل قد يُفهم بشكل أفضل على أنه دراما داخلية لرجل حديث متضارب بدلاً من تمثيل الواقع الخارجي في مدينة فاضلة فاشلة. تم تصميم المدينة على شكل ماندالا، مليئة بالأنماط البدائية وخاضعة لنزاع أصلي. يتساءل المرء عما إذا كان زامياتين على دراية بنظريات معاصره سي جي جي يونغ أم أنها حالة هنا لروح العصر الأوروبي المشتركة.
2. الكثير من مشهد المدينة والأفكار المعبر عنها في عالم «نحن» مأخوذة بشكل مباشر تقريبًا من أعمال إتش جي ويلز ، وهو رسول مشهور من اليوتوبيا الاشتراكية العلمية الذي قام زامياتين بتحرير أعماله باللغة الروسية.
3. في استخدام الألوان والصور الأخرى، يُظهر زامياتين أنه تأثر بكاندينسكي وغيره من الرسامين التعبيريين الأوروبيين.

تمت مقارنة الرواية الروسية غير المعروفة «الحب في ضباب المستقبل»، التي نشرها أندريه مارسوف عام 1924، برواية «نحن».
ادعى جورج أورويل أن عالم جديد شجاع لألدوس هكسلي (1932) يجب أن يكون مشتقًا جزئيًا من نحن. ومع ذلك، في رسالة إلى كريستوفر كولينز في عام 1962، قال هكسلي إنه كتب عالم جديد شجاع كرد فعل على يوتوبيا إتش جي ويلز قبل وقت طويل من سماعه عن نحن.
قال كورت فونيجت إنه في كتابه "بيانو" (1952)، "مزق ببهجة حبكة عالم جديد شجاع، التي نُزعت حبكتها بمرح من «نحن» لزمياتين. نشيد آين راند (1938) له العديد من أوجه التشابه المهمة مع نحن، على الرغم من اختلافه من حيث الأسلوب والموضوع. قد توحي رواية فلاديمير نابوكوف بعنوان "دعوة إلى قطع الرأس" بوجود مجتمع بائس مع بعض أوجه التشابه مع مجتمع زامياتين. قرأ نابوكوف «نحن» أثناء كتابته دعوة لقطع الرأس.
بدأ أورويل عام 1949 بعد حوالي ثمانية أشهر من قراءة «نحن» ترجمة فرنسية وكتب مراجعة لها. ورد أورويل على أنه "قال إنه يأخذها كنموذج لروايته التالية". كتب براون أنه بالنسبة لأورويل وآخرين، "يبدو أننا كنا التجربة الأدبية الحاسمة". يذكر شين أن "تأثير زامياتين على أورويل لا جدال فيه". استنتج روبرت راسل، في نظرة عامة على نقد «نحن»، أن "1984" يشترك في العديد من الميزات مع «نحن» بحيث لا يمكن أن يكون هناك شك في ديونه العامة تجاهه"، ومع ذلك، هناك أقلية من النقاد الذين ينظرون إلى أوجه التشابه بين نحن و 1984 "سطحية بالكامل". علاوة على ذلك، يجد راسل أن "رواية أورويل أكثر كآبة وموضوعية من رواية زامياتين، وتفتقر تمامًا إلى الفكاهة الساخرة التي تسود العمل الروسي".
في رواية «الأشياء الصحيحة» (1979)، يصف توم وولف «نحن» على أنها «رواية كئيبة رائعة للمستقبل» تعرض «سفينة فضاء كلي القدرة» تسمى إنتيجرال والتي «يُعرف مصممها فقط باسم» د-503، مؤسس إنتيجرال" ". يستمر وولف في استخدام إنتيجرال كاستعارة لمركبة الإطلاق السوفيتية أو برنامج الفضاء السوفيتي أو الاتحاد السوفيتي.
جيروم ك. جيروم كان له تأثير على رواية زامياتين. تصف قصة جيروم القصيرة «اليوتوبيا الجديدة» (1891) مدينة مستقبلية منظمة، بل في العالم اواقعي، من المساواة الكابوسية، حيث بالكاد يمكن تمييز الرجال والنساء بزيهم الرمادي (زي زامياتين "unifs") وجميعهم لديهم شعر أسود قصير، طبيعي أو مصبوغ. لا أحد يحمل اسمًا: ترتدي النساء أرقامًا زوجية على ستراتهم، والرجال يرتدون ملابس غريبة، تمامًا كما في «نحن». يتم أخذ المساواة إلى الحد الذي يجعل الأشخاص ذوي البنية المتطورة معرضين للإصابة بأطراف مزروعة. وبالمثل، في زامياتين، يُقترح بجدية معادلة الأنف. جيروم لديه أي شخص لديه مخيلة مفرطة النشاط يخضع لعملية تسوية - وهو شيء ذو أهمية مركزية في نحن. هناك تصوير مشترك من قبل كل من جيروم وزامياتين أن الفرد، وبالتالي، الحب العائلي هو قوة مدمرة وإنسانية. تُرجمت أعمال جيروم في روسيا ثلاث مرات قبل عام 1917. كتاب جيروم ثلاثة رجال في قارب هو كتاب ثابت في المدارس الروسية.
في عام 1998، نُشرت في شيكاغو أول ترجمة إنجليزية لكتاب «الأيام الملعونة»، وهي مذكرات أبقاها المؤلف الروسي المعادي للشيوعية إيفان بونين أثناء الحرب الأهلية الروسية في موسكو وأوديسا. في مقدمة الكتاب، وصف المترجم الإنجليزي للمذكرات، توماس جايتون مارولو، الأيام الملعونة بأنها مثال نادر على قصصي بائس وأشار إلى أوجه تشابه متعددة بين المذكرات السرية التي يحتفظ بها بونين واليوميات التي يحتفظ بها د-503، بطل رواية يفغيني زامياتين «نحن».

## تاريخ النشر
تدهور موقع زامياتين الأدبي طوال عشرينيات القرن الماضي، وسُمح له في النهاية بالهجرة إلى باريس عام 1931، ربما بعد شفاعة مكسيم غوركي.
نُشرت الرواية لأول مرة باللغة الإنجليزية في عام 1924 من قبل إي.بي.داتون في نيويورك بترجمة كتبها جريجوري زيلبورج، لكن أول إصدار لها في الاتحاد السوفيتي كان عليه الانتظار حتى عام 1988، عندما أدى غلاسنوست إلى ظهورها جنبًا إلى جنب مع رواية جورج أورويل 1984. بعد مرور عام، تم نشر نحن وعالم جديد شجاع معًا في طبعة مشتركة.
في عام 1994، حصلت الرواية على جائزة بروميثيوس في فئة «قاعة الشهرة».

## الترجمات إلى العربية
ظهرت لرواية "نحن" أكثر من ترجمة إلى العربية، منها
- ترجمة يوسف حلاق، دار أثر، الدمام، 2016
- ترجمة نبيل رشوان، إصدار الهيئة العامة لقصور الثقافة، القاهرة، ضمن سلسة آفاق عالمية، 2023
- ترجمة دلال نصري، دار بوب ليبريس، 2024، ISBN 9938883168

## روابط خارجية
- نحن على موقع الموسوعة البريطانية (الإنجليزية)